# Interne arbeidsmarkt
Een interne arbeidsmarkt is het deel van de banen die door een werkgever wordt afgezonderd van de externe open arbeidsmarkt en waar het huidige personeel een voorkeurspositie heeft. Dit is een van de manieren om de binding met het bedrijf te vergroten en personeelsverloop tegen te gaan. Dit is vooral van belang als er veel is geïnvesteerd in werknemers, of als het moeilijk is goed gekwalificeerd personeel te krijgen.
Een interne arbeidsmarkt betekent een grotere werkzekerheid voor de bestaande werknemers, maar ook uitsluiting van de arbeiders buiten de organisatie.